# Toledo (Washington)
Toledo je grad u američkoj saveznoj državi Washington. Prema popisu stanovništva iz 2010. u njemu je živjelo 725 stanovnika.